# Okręg wyborczy nr 22 do Sejmu Rzeczypospolitej Polskiej (1991–1993)
Okręg wyborczy nr 22 do Sejmu Rzeczypospolitej Polskiej (1991–1993) obejmował województwo gdańskie. W ówczesnym kształcie został utworzony w 1991. Wybieranych było w nim 15 posłów w systemie proporcjonalnym.
Siedzibą okręgowej komisji wyborczej był Gdańsk.

## Wybory parlamentarne 1991
Głosowanie odbyło się 27 października 1991.
| Komitet wyborczy                                      | Komitet wyborczy                                                  | Głosów | %     | Mandaty | Wybrani posłowie                              |
| ----------------------------------------------------- | ----------------------------------------------------------------- | ------ | ----- | ------- | --------------------------------------------- |
|                                                       | Kongres Liberalno-Demokratyczny                                   | 83 554 | 16,95 | 3       | Donald Tusk, Tadeusz Bień, Jarosław Ulatowski |
|                                                       | Niezależny Samorządny Związek Zawodowy „Solidarność”              | 70 137 | 14,23 | 2       | Bogdan Borusewicz, Jan Kulas                  |
|                                                       | Unia Demokratyczna                                                | 49 511 | 10,05 | 2       | Olga Krzyżanowska, Aleksander Hall            |
|                                                       | Wyborcza Akcja Katolicka                                          | 46 704 | 9,48  | 2       | Alojzy Szablewski, Feliks Pieczka             |
|                                                       | Sojusz Lewicy Demokratycznej                                      | 36 546 | 7,42  | 1       | Longin Pastusiak                              |
|                                                       | Porozumienie Obywatelskie Centrum                                 | 32 207 | 6,53  | 1       | Czesław Nowak                                 |
|                                                       | Konfederacja Polski Niepodległej                                  | 32 003 | 6,49  | 1       | Piotr Aszyk                                   |
|                                                       | Polskie Stronnictwo Ludowe Sojusz Programowy                      | 21 039 | 4,27  | 1       | Sławomir Szatkowski                           |
|                                                       | Polska Partia Przyjaciół Piwa                                     | 16 279 | 3,30  | 1       | Tomasz Holc                                   |
|                                                       | Porozumienie Ludowe                                               | 15 183 | 3,08  | 1       | Antoni Furtak                                 |
|                                                       | Chrześcijańska Demokracja                                         | 13 727 | 2,79  | –       |                                               |
|                                                       | Unia Polityki Realnej                                             | 13 479 | 2,73  | –       |                                               |
|                                                       | Solidarność Pracy                                                 | 11 044 | 2,24  | –       |                                               |
|                                                       | Koalicja Republikańska                                            | 7825   | 1,59  | –       |                                               |
|                                                       | Nasza Polska – Lista Bezpartyjnych                                | 5472   | 1,11  | –       |                                               |
|                                                       | Niezależny Samorządny Związek Zawodowy Policjantów                | 4249   | 0,86  | –       |                                               |
|                                                       | Koalicja Polskiej Partii Ekologicznej i Polskiej Partii Zielonych | 3858   | 0,78  | –       |                                               |
|                                                       | Stronnictwo Demokratyczne                                         | 3810   | 0,77  | –       |                                               |
|                                                       | Polska Partia Bezdomnych                                          | 3491   | 0,71  | –       |                                               |
|                                                       | Stronnictwo Narodowe                                              | 2996   | 0,61  | –       |                                               |
|                                                       | Partia Wolności                                                   | 2854   | 0,58  | –       |                                               |
|                                                       | Zdrowa Polska - Sojusz Ekologiczny                                | 2685   | 0,54  | –       |                                               |
|                                                       | Niezależna Przedsiębiorczość                                      | 2632   | 0,53  | –       |                                               |
|                                                       | Polska Partia Ekologiczna – Zieloni                               | 2605   | 0,53  | –       |                                               |
|                                                       | Ruch Demokratyczno-Społeczny                                      | 2151   | 0,44  | –       |                                               |
|                                                       | Społeczno-Wojskowe Forum Wyborcze „Baszta”                        | 1475   | 0,30  | –       |                                               |
|                                                       | Polski Związek Działkowców                                        | 1464   | 0,30  | –       |                                               |
|                                                       | Blok Ludowo-Chrześcijański                                        | 1203   | 0,24  | –       |                                               |
|                                                       | Ruch Powszechnej Własności                                        | 1103   | 0,22  | –       |                                               |
|                                                       | Polski Związek Zachodni                                           | 593    | 0,12  | –       |                                               |
|                                                       | Wyborczy Blok Mniejszości                                         | 587    | 0,12  | –       |                                               |
|                                                       | Białoruski KW                                                     | 379    | 0,08  | –       |                                               |
| Frekwencja: 50,09% Źródło: Państwowa Komisja Wyborcza |                                                                   |        |       |         |                                               |